# Zascenki
Zascenki (bělorusky Засценкі) jsou vesnice ve Drybinském rajónu Mohylevské oblasti v Bělorusku. Vesnice měla 17 obyvatel v roce 2008, 34 v roce 1999.

## Rodáci
- Nikita Kuzmič Kosinkov (1915 – 1944) – padlý při osvobozování Československa za druhé světové války